# Szerb női kézilabda-válogatott
A szerb női kézilabda-válogatott Szerbia nemzeti csapata, amelyet a Szerb Kézilabda-szövetség irányít.

## Története
1991-ig a Jugoszláv Szocialista Szövetségi Köztársaság tagjaként szerepelt a nemzetközi tornákon. Ezután 2003-ig a Jugoszláv Szövetségi Köztársaság, majd 2006 márciusáig Szerbia és Montenegró néven létezett. Miután Montenegró kivált, az IHF Szerbia és Montenegró nemzeti kézilabda-válogatottjának utódjául Szerbia csapatát ismerte el, és annak eredményeit nála tartja számon. 1991 és 1995 között a délszláv válogatott nem vehetett részt a nemzetközi tornákon az országot sújtó szankciók miatt.

## Részvételei

### Nyári olimpiai játékok
2000–2024: Nem jutott ki

### Világbajnokság
- 1993–1999: Nem vett részt
- 2001:  Bronz
- 2003: 9. hely
- 2005–2011: Nem jutott ki
- 2013:  Ezüst
- 2015: 15. hely
- 2017: 9. hely
- 2019: 6. hely
- 2021: 12. hely
- 2023: 21. hely

### Európa-bajnokság
- 1994–1998: Nem jutott ki
- 2000: 7. hely
- 2002: 6. hely
- 2004: 12. hely
- 2006: 14. hely
- 2008: 13. hely
- 2010: 14. hely
- 2012: 4. hely
- 2014: 15. hely
- 2016: 9. hely
- 2018: 11. hely
- 2020: 13. hely
- 2022: 15. hely
- 2024: 21. hely

## A2023-as világbajnokságranevezett keret
| #  | név                   | poszt      | születési hely    | jelenlegi klubja        |
| -- | --------------------- | ---------- | ----------------- | ----------------------- |
| 1  | Marija Simić          | kapus      | Belgrád           | ŽORK Jagodina           |
| 2  | Sanja Radosavljević   | balszélső  | Pančevo           | Kristianstad Handboll   |
| 3  | Teodora Veličković    | balátlövő  | Niš               | RK Crvena zvezda        |
| 4  | Teodora Majkić        | irányító   | Novi Sad          | RK Crvena zvezda        |
| 7  | Aleksandra Vukajlović | irányító   | Čačak             | CS Minaur Baia Mare     |
| 11 | Marija Laništanin     | jobbátlövő | Kikinda           | Békéscsabai Előre NKSE  |
| 14 | Edita Nuković         | beálló     | Isztambul         | HSG Bensheim/Auerbach   |
| 15 | Anđela Janjušević     | jobbátlövő | Belgrád           | Rapid București         |
| 22 | Jovana Jovović        | balátlövő  | Vrbas             | Debreceni VSC           |
| 25 | Aleksandra Stamenić   | balszélső  | Novi Sad          | RK Crvena zvezda        |
| 27 | Molli Kubina          | kapus      | Belgrád           | MTK Budapest            |
| 29 | Nataša Lovrić         | jobbszélső | Novi Sad          | ŽRK Zelezničar          |
| 31 | Katarina Bojicić      | beálló     | Belgrád           | SCM Craiova             |
| 34 | Dunja Radević         | jobbszélső | Kraljevo          | ŽRK Budućnost Podgorica |
| 36 | Emilija Lazić         | balátlövő  | Belgrád           | HC Zalău                |
| 92 | Jovana Milojević      | beálló     | Sremska Mitrovica | MKS Zagłębie Lubin      |
| 99 | Marija Čolić          | kapus      | Prokuplje         | OGC Nice                |